# Eläintarhastadion
Het Eläintarhastadion is een multifunctioneel stadion in Helsinki, de hoofdstad van Finland. Het stadion ligt in het Eläintarhapark.

## Historie
Het stadion werd gebouwd tussen 1903 en 1910. De opening was in 1910. De eerste officiële interland van het Fins voetbalelftal was op 22 oktober 1911 in dit stadion, die wedstrijd werd gespeeld tegen Zweden. Het stadion wordt vooral gebruikt voor atletiekwedstrijden. In 1925 werd hier het internationale toernooi gespeeld waarbij Finland en Zweden meedoen (in het Fins Suomi-Ruotsi-maaottelu).

## Interlands
| Voetbalinterlands | Voetbalinterlands | Voetbalinterlands | Voetbalinterlands | Voetbalinterlands | Voetbalinterlands |
| №                 | Datum             | Wedstrijd         | Uitslag           | Competitie        | Toeschouwers      |
| ----------------- | ----------------- | ----------------- | ----------------- | ----------------- | ----------------- |
| 1                 | 22 oktober 1911   | Finland – Zweden  | 2–5               | Vriendschappelijk | 1.000             |